# Thomasine Percyvale
Thomasine Percyvale, född Bonaventure, död 1512, även kallad Galle och Barnaby, var en engelsk handlare. 
Hon var i tur och ordning gift med tre förmögna skräddare, Henry Galle, Thomas Barnaby och slutligen John Percyvale, som var borgmästare i London. Hon var själv verksam i sina makars yrken och tillhörde sin samtids mest framstående och framgångsrika i yrket: ett tecken på detta är att hon var så förmögen att kung Henrik VII tvingade henne att låna honom £ 1.000. Hon grundade år 1506 skolan St Mary Week, Cornwall, och blev därmed troligen den första icke adliga kvinna som grundat en skola i England. 